# 2004 VD17
2004 VD17 är en asteroid som upptäcktes den 7 november 2004. Den beräknades komma nära jorden i maj 2104 och det ansågs till en början finnas en inte obetydlig risk att den då skulle kollidera med jorden. Senare beräkningar har dock visat att det inte finns någon risk för kollision.
Objektet beräknas av NASA att vara 580 meter i diameter med en ungefärlig vikt på 2,6 x 1011 kg.  Den tillhör asteroidgruppen Apollo.
Det kommer att passera 0,02 AE (3 000 000 km) från jorden den 1 maj 2032, enligt en förfinad beräkning av omloppsbanan.
Med 580 meter i diameter skulle 2004 VD17 vid ett nedslag på jorden skapa en krater ungefär 10 kilometer bred och generera en jordbävning av magnituden 7,4.